# Campeonato Mundial de Esgrima de 1921
El I Campeonato Mundial de Esgrima se celebró en París (Francia) en 1921 bajo la organización de la Federación Internacional de Esgrima (FIE) y la Federación Francesa de Esgrima.

## Medallistas

### Masculino
| Evento            | Oro                   | Plata                   | Bronce                                |
| ----------------- | --------------------- | ----------------------- | ------------------------------------- |
| Espada individual | Lucien Gaudin Francia | Émile Cornereau Francia | Henri Wijnoldy-Daniëls · Países Bajos |

## Medallero
| Núm. | País         | Oro | Plata | Bronce | Total |
| ---- | ------------ | --- | ----- | ------ | ----- |
| 1    | Francia      | 1   | 1     | 0      | 2     |
| 2    | Países Bajos | 0   | 0     | 1      | 1     |
|      | TOTAL        | 1   | 1     | 1      | 3     |